# Gaylussacia luizae
Gaylussacia luizae är en ljungväxtart som beskrevs av Romão och V.C.Souza. Gaylussacia luizae ingår i släktet Gaylussacia och familjen ljungväxter. Inga underarter finns listade i Catalogue of Life.